# Строльман, Антон
Антон Строльман (швед. Anton Strålman; род. 1 августа 1986, Тибру, Скараборг) — шведский хоккеист, защитник клуба ХВ71.

## Карьера
Антон Строльман в 2005 году был выбран в 5 круге под общим 216-м номером клубом «Торонто Мейпл Лифс». 4 апреля Строльман подписал двухлетний контракт с «Тимро». В течение следующего сезона 2005/06 Антон Строльман был адаптирован к Шведской элитсерии и быстро стал одним из основных игроков команды. 20 января 2006 года он был третьим из четырёх кандидатов в Шведской элитсерии на звание Новичок 2006 года. В конечном итоге награду получил нападающий Никлас Бэкстрём.
16 мая 2007 года было объявлено, что Строльман подписал трёхлетний контракт с «Торонто Мейпл Лифс». Его дебют в НХЛ состоялся 23 октября, в домашней игре против «Атланта Трэшерз». 21 марта 2008 года он забил свой первый гол в НХЛ в игре против «Баффало Сейбрз».
В межсезонье 2009 года, Антон Строльман был обменян дважды. 27 июля он был обменян в «Калгари Флеймз» вместе с Колином Стюартом и 7-й раунд драфта НХЛ 2012 года на Уэйна Примо и второй раунд драфта НХЛ 2011 года. 28 сентября 2009 года был обменян в «Коламбус Блю Джекетс» на 3-й раунд драфта НХЛ 2010 года.
В качестве свободного агента после сезона 2010/2011 Строльман провёл сбор с «Нью-Джерси Дэвилз», но не подписал контракт с клубом. 3 ноября 2011 года подписал однолетний контракт с «Нью-Йорк Рейнджерс». 26 июля 2012 года подписал новый двухлетний договор с «Рейнджерами» на сумму $3,4 млн.
1 июля 2014 года как свободный агент подписал пятилетний контракт с клубом «Тампа-Бэй Лайтнинг» на общую сумму в $22,5 млн.

## Международная
В составе молодёжной сборной Швеции выступал на молодёжных чемпионатах мира 2005 и 2006 годов.
В составе национальной сборной Швеции Строльман стал чемпионом мира в 2017 году.

## Статистика
| Легенда | Легенда                    | Легенда | Легенда                   | Легенда | Легенда    |
| ------- | -------------------------- | ------- | ------------------------- | ------- | ---------- |
| И       | Количество проведённых игр | Штр     | Штрафное время            | +/−     | Плюс-минус |
| Г       | Голы                       | П       | Голевые передачи          | О       | Очки       |
| -       | Статистика неизвестна      | —       | Статистика не учитывалась |         |            |